# Armées ABCA
Les armées ABCA (soit américaine, britannique, canadienne, australienne et néo-zélandaise) sont un programme visant à optimiser l’interopérabilité et la normalisation de la formation et de l'équipement entre les armées de terre des États-Unis, Royaume-Uni, Canada, Australie, et la Nouvelle-Zélande, ainsi que du United States Marine Corps et du Royal Marines. Fondé en 1947 comme un moyen de capitaliser l'étroite coopération entre les États-Unis, le Royaume-Uni, et le Canada pendant la Seconde Guerre mondiale, le programme s'est élargi à l'Australie (en 1963) et à la Nouvelle-Zélande (en tant qu'observateur à partir de 1965, avec la pleine adhésion à 2006).

## Histoire
Le programme a débuté en 1947 comme le « Plan de normalisation » entre les armées des États-Unis, Royaume-Uni et le Canada (les armées ABC), avec les trois nations cherchant à capitaliser sur l'étroite coopération entre ces forces au cours de la Seconde Guerre mondiale. En 1954, le plan a été remplacé par le « Concept de base de normalisation ».
L'Australie a rejoint l'organisation en 1963, et le programme ABCA a été créé avec la ratification de la « Accord de normalisation de 1964 », le 1er octobre 1964. En 1965, l'Australie a parrainé, avec succès, l'introduction de la Nouvelle-Zélande, en tant qu'observateur de l'accord.
À l'origine, le rôle de l'ABCA a été limité aux questions de normalisation de l'équipement militaire, de formation, et de la tactique. Après les attentats du 11 septembre 2001, un examen par les chefs des délégations du Programme a entraîné la modification du programme pour tenir compte de l'environnement en pleine évolution de la sécurité, et pour améliorer la réactivité, la pertinence, et de se concentrer sur l'interopérabilité. La révision du programme a été finalisée en juin 2004.
En 2004 également, l'implication croissante de l'United States Marine Corps a été officiellement reconnue par un protocole d'accord entre le Corps et l'armée de terre américaine, permettant aux deux forces d'être représentées par un correspondant unique. Par la suite, la délégation du Royaume-Uni réussit à faire intégrer les Royal Marines. La Nouvelle-Zélande est devenue membre à part entière de l'ABCA à la fin de 2006.

## Organisations équivalentes
Des organisations équivalentes pour les forces navales (AUSCANNZUKUS - Australie, Canada, Nouvelle-Zélande, Royaume-Uni et des États-Unis organisation C4 navale), les forces aériennes (ASIC - Air and Space Interoperability Council), les communautés scientifiques militaires (Programme de coopération technique - TTCP - The Technical Cooperation Program), et le renseignement existent également.